# Merulanella dollfusi
Merulanella dollfusi är en kräftdjursart som först beskrevs av Stebbing 1900.  Merulanella dollfusi ingår i släktet Merulanella och familjen Armadillidae. Inga underarter finns listade i Catalogue of Life.